# 大西順子 (競泳選手)
大西 順子（おおにし じゅんこ、1974年10月18日 - ）は、日本の元競泳選手。2000年シドニーオリンピック400mメドレーリレー銅メダリスト。

## 経歴
兵庫県高砂市出身。兵庫県立高砂高等学校を経て筑波大学卒業後、ミキハウスに入社。
2000年シドニーオリンピックに女子バタフライの選手として、25歳で五輪初出場。女子メドレーリレーでは中村真衣、田中雅美、源純夏と共に3位入賞を果たし、銅メダルを獲得した。女子100mバタフライは6位入賞だった。
2001年に福岡市で行われた世界水泳選手権の100mバタフライで銅メダルを獲得した。
2004年アテネオリンピックにも、日本女子競泳選手として史上最年長の29歳で五輪2大会連続出場を果たしたが、女子メドレーリレー（中村礼子・田中雅美・永井奉子）は5位入賞、女子100mバタフライは8位入賞に留まった。
現在はコナミスポーツでスイミングアドバイザーを務めている。